# Mileewa harpa
Mileewa harpa är en insektsart som beskrevs av Yang och Li 2004. Mileewa harpa ingår i släktet Mileewa och familjen dvärgstritar. Inga underarter finns listade i Catalogue of Life.